# Villamediana de Lomas
Villamediana de Lomas es una localidad del municipio burgalés de Alfoz de Bricia, en la Comunidad Autónoma de Castilla y León (España).
La iglesia está dedicada a san Martín Obispo.

## Localidades limítrofes
Confina con las siguientes localidades:
- Al norte con Lomas de Villamediana.
- Al noreste con Cilleruelo de Bricia.
- Al sureste con Espinosa de Bricia.
- Al sur con Linares de Bricia.
- Al oeste con Cejancas (Cantabria).
- Al noroeste con Ruanales (Cantabria).

## Demografía
Evolución de la población
| Gráfica de evolución demográfica de Villamediana de Lomas entre 2000 y 2017 |
|                                                                             |
| Población de derecho (2000-2017) según el padrón municipal del INE          |

## Historia
Así se describe a Villamediana de Lomas (o de Bricia) en el tomo XVI del Diccionario geográfico-estadístico-histórico de España y sus posesiones de Ultramar, obra impulsada por Pascual Madoz a mediados del siglo XIX:

Lugar y cabeza de ayuntamiento que forma con los pueblos de Barrio de Bricia, Bricia, Campino, Cilleruelo de Bricia, Lomas, Montejo de Bricia, Pinares, Presilla, Valderías y Villanueva Carrales, en la provincia, audiencia territorial, capitanía general y diócesis de Burgo (11 ½), partido judicial de Sedano (3 ½); Situado sobre una pequeña altura al abrigo de una colina o monte; con buena ventilación y clima frío, pero sano; se padecen por lo común constipados y reumas. Tiene 15 casas y una iglesia parroquial (San Martín) servida por un cura párroco. El término confina N Lomas de Villamediana; E Cilleruelo; S La Lastra, y O Cejancas. El terreno es de ínfima calidad, su monte poblado de robles. Los caminos son locales. Producciones: cereales, legumbres, patatas; cría ganado lanar, vacuno y de cerda y caza mayor y menor. Población: 9 vecinos, 45 almas. Capital productivo: 77.400 reales. Imponible: 7.962.
Diccionario geográfico-estadístico-histórico de España y sus posesiones de Ultramar